# De Gazet van Brussel (1903-1912)
De Gazet van Brussel was een Belgisch socialistisch tijdschrift.

## Historiek
Het blad verscheen voor het eerst in december 1903, initiatiefnemers waren o.a. Leo Meysmans en Camille Huysmans. Een van de bekendste medewerkers was Edmond Doms, die onder het pseudoniem Maurits Monne vanaf 1909 tal van hoofdartikels schreef. Een van de belangrijkste stokpaartjes van het tijdschrift was de vernederlandsing van het lager onderwijs in Brussel. In juni 1912  verscheen het laatste exemplaar.